# Santuario de la Virgen del Carbayo
El santuario de la Virgen del Carbayu es el santuario donde se venera a Nuestra Señora del Carbayu, patrona del concejo asturiano de Langreo (España). Está declarado Bien de Interés Cultural.

## Historia

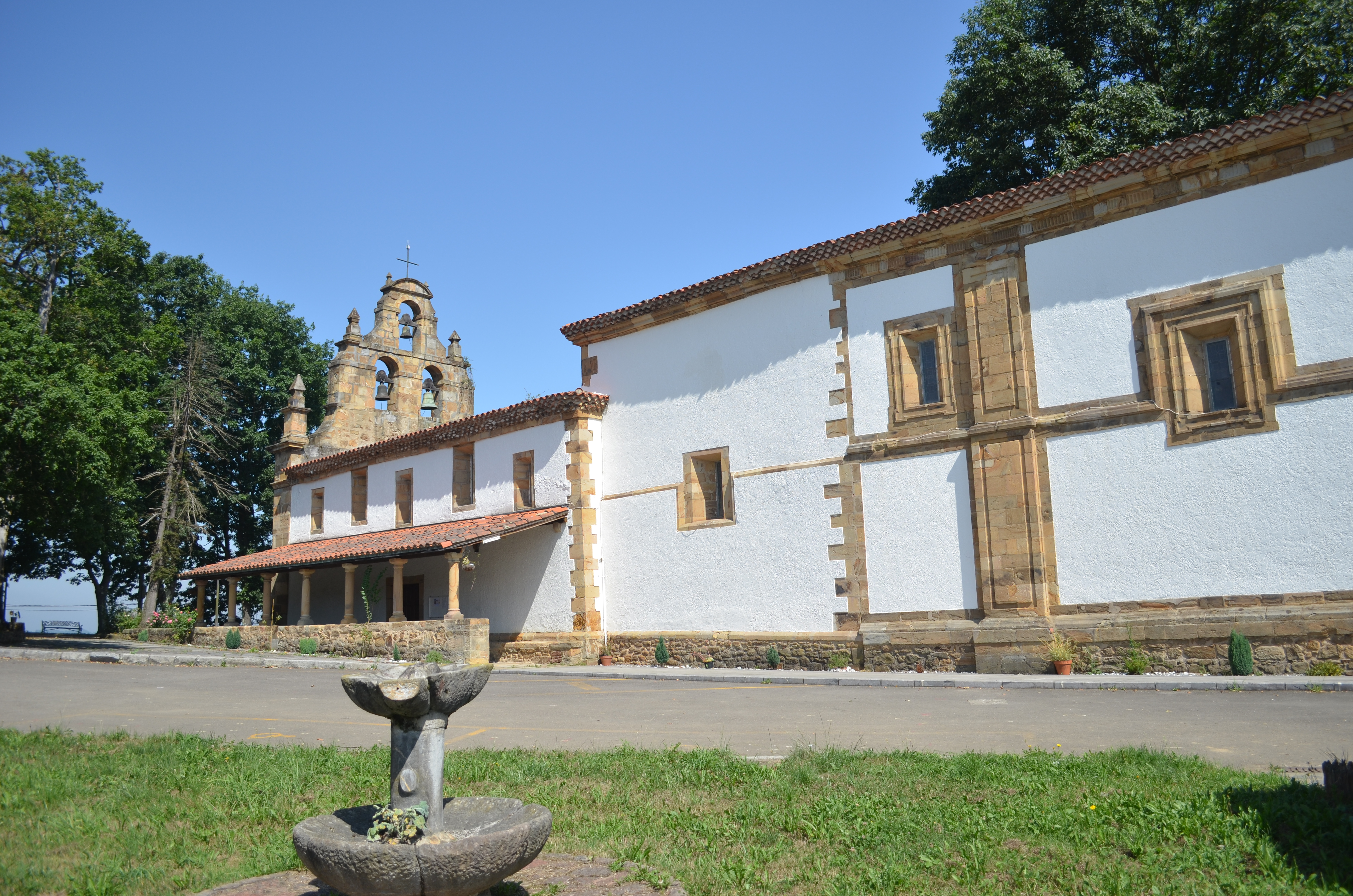
Fachada lateral, pórtico y cabecera

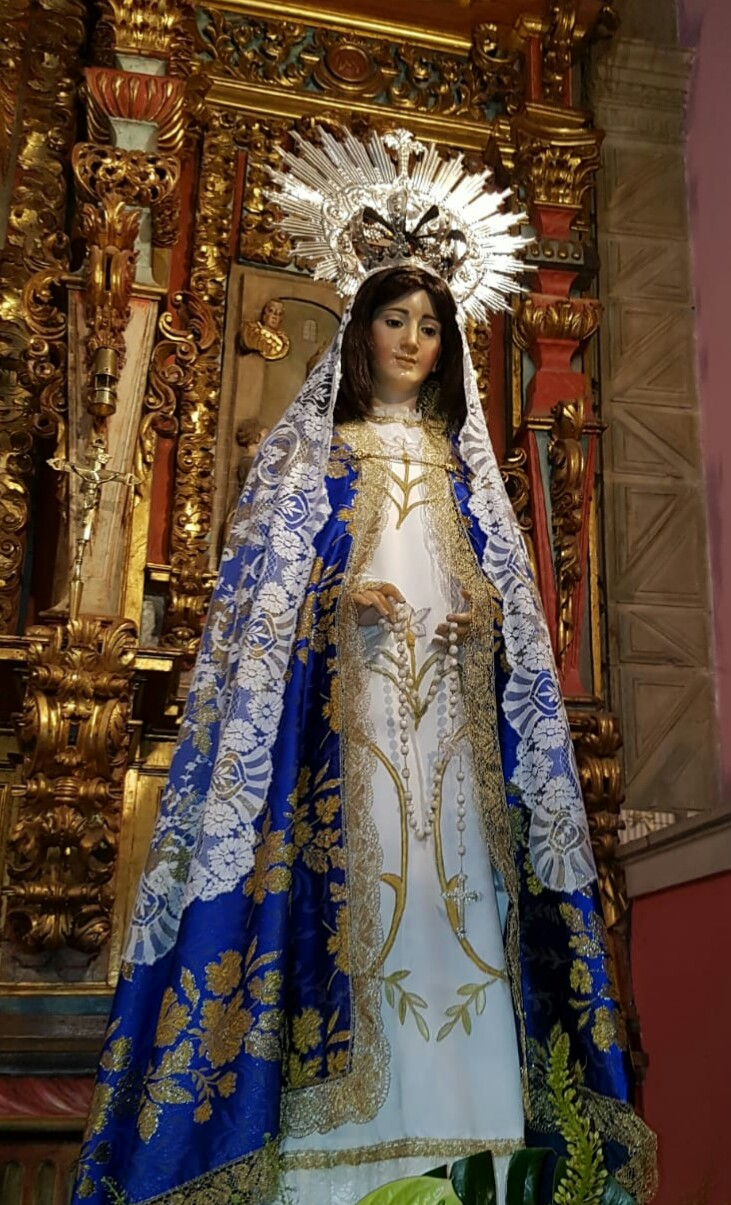
Nuestra Señora del Carbayu y retablo

Fue construido en el siglo XVII en el lugar que antes había ocupado un templo románico como acreditaron materiales encontrados en los alrededores. Según una leyenda el templo iba a ser construido en un rincón conocido como La Armada, pero al llegar un día los obreros los materiales habían desaparecido, su pan se había convertido en piedra y tras divisar una luz, la virgen se apareció sobre un carbayu (roble en castellano) en la actual ubicación en la parroquia de Ciaño, desde donde se domina todo el valle de Langreo. El lugar descartado se llama hoy Pampiedra, topónimo atribuido a esta leyenda. Según el historiador Cándido Fernández Riesgo, antiguamente los peregrinos cogían astillas del pedestal original de tronco de roble donde se encontraba la imagen de la virgen.
Durante la Guerra de Independencia, los franceses asaltaron el templo y robaron, entre otros bienes, la corona de la imagen y la lámpara del templo. En 1861 visitó el santuario la reina María Cristina de Borbón. En 1933 la imagen de la virgen fue quemada y durante la Guerra Civil, desapareció la escultura que se encontraba en la hornacina de la fachada principal. 
Todos los 8 de septiembre se celebra una romería en el santuario declarada Fiesta de Interés Turístico Regional. Antiguamente eran habituales las peregrinaciones de penitentes hasta el monte del Carbayu tras rezar en la Plaza de La Salve, de ahí su nombre, de Sama. Hoy se sigue realizando una Novena.

## Descripción
El actual templo es de estilo barroco y destacables dimensiones. La fachada de la iglesia sigue un esquema de frontón curvo que se apoya sobre un friso decorado y voluminosa espadaña con tres pisos y tres arcadas donde se ubican las campanas. En el siglo XX se derribo el soportal de la fachada pero se conserva el lateral, muy habitual en las iglesias asturianas.
En su interior hospeda un bello retablo barroco de 1730 compuesto por pedrela y un cuerpo único de tres calles que se cierra en un ático semicircular. El interior de la nave es cubierto con bóveda de lunetos. En la cabecera la bóveda de horno se decora con pinturas que se ven a través del retablo. En éste se encuentra la imagen de Nuestra Señora del Carbayu, que si bien es una advocación de origen medieval, es patrona del concejo desde 1954. Ésta se alza sobre el tronco de un roble donde hay cabezas de querubines. 
En los laterales existen otros retablos de menor tamaño y más recientes, ente ellos Santa Bárbara.

#### Casa de Novenas
Junto a la iglesia se sitúa la antigua Casa de Novenas, donde hacían noche los peregrinos que venían a adorar la imagen. La Cofradía de la Virgen del Carbayu llegó a acumular muchos bienes, con ganado que distribuía entre los vecinos en régimen de aparcería. Es un edificio del siglo XVII que más tarde se emplearía como escuelas. Con las desamortizaciones del siglo XIX, la Cofradía entró en decadencia.